# Gerard van Honthorst
Gerard Hermansz. van Honthorst (Utrecht, 4 november 1592 - aldaar, 27 april 1656) was een Nederlands schilder, een van de meest begaafde volgelingen van Caravaggio. Hij wordt gerekend tot de Utrechtse caravaggisten. Hij was een van de weinige schilders met een internationale faam. Zijn grote voorbeeld was Antoon van Dyck.

## Leven
Gerard van Honthorst was de zoon van een decoratieschilder en kreeg zijn opleiding van zijn vader en van Abraham Bloemaert. Hij reisde vervolgens naar Italië, waar hij vanaf 1616 vermeld wordt in Venetië, Florence en Rome. Gerard van Honthorst kwam in contact met Guido Reni. Samen oogstten zij veel succes met hun werk en vonden een belangrijke beschermheer in de persoon van Vincenzo Giustiniani en diens broer Benedetto. Zij woonden een tijdlang in hun paleis en konden zodoende de weergaloze kunstcollectie, waaronder veel werken van Caravaggio, bestuderen. Honthorst kreeg ook opdrachten van kardinaal Scipione Borghese, die hem het hoofdaltaar van de S. Paolo in Rome liet decoreren, en van kardinaal Barberini, de latere paus Urbanus VIII. Honthorst ontmoette in de kunstenaarswijk de schilders Paul Bril en ene Colijn, die met hem in 1620 naar Utrecht terugkeerde.

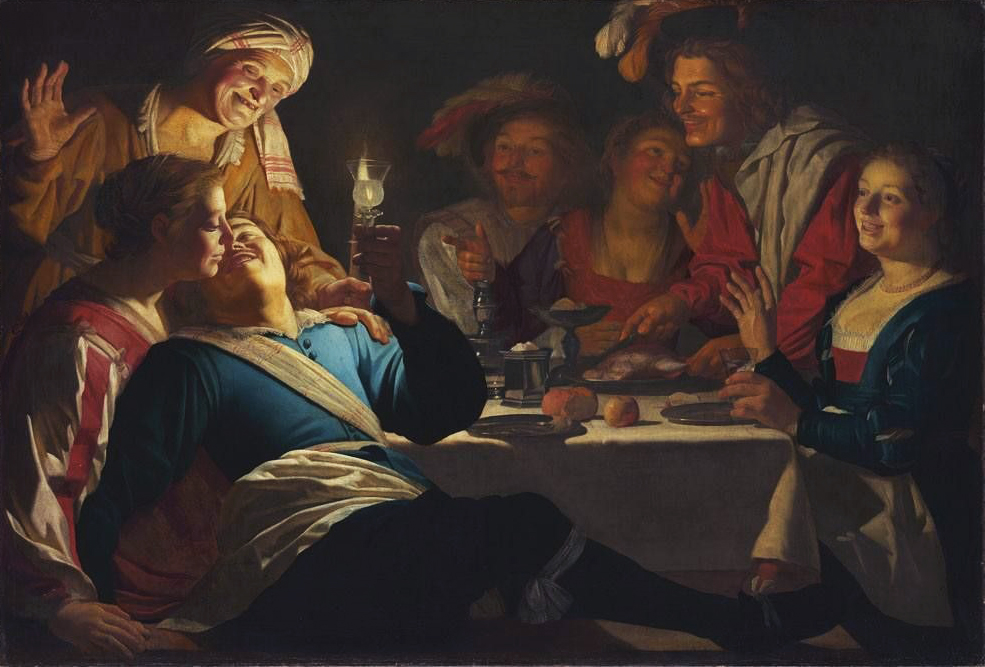
De verloren zoon, 1623. Alte Pinakothek, München.

Een half jaar later trouwde hij met zijn nicht Sophia Coopman. In 1622 trad hij toe tot het Utrechtse Sint-Lucasgilde en hij verwierf weldra een uitstekende reputatie, dankzij de Winterkoningin. Nadat hij in de Snippenvlucht woonde, kocht hij in 1627 aan het Domplein een ruim huis, waar hij op 100 m² een zeer succesvol atelier opzette, met wel 25 leerlingen, die ieder honderd gulden betaalden. Op 28 juli van dat jaar ontving hij, als decaan van het gilde, de grote Vlaamse schilder Peter Paul Rubens.
Honthorst kreeg opdrachten van de Engelse koning Karel I, waarvoor hij in 1628 samen met zijn leerling Joachim von Sandrart naar Londen reisde. Hij schilderde Diana en Apollo en ontmoette opnieuw Orazio Gentileschi, die inmiddels een wat andere stijl had ontwikkeld. Honthorst stond op het hoogtepunt van zijn roem en kreeg een goed paard, het Engelse staatsburgerschap en een jaargeld. Nieuwe opdrachten kwamen van prins Frederik Hendrik en van koning Christiaan IV van Denemarken. Om aan de vraag te kunnen voldoen opende hij in 1637 een tweede atelier in Den Haag, op het Westeinde. Na de dood van Michiel Jansz. van Miereveld werd hij hofschilder van stadhouder Willem II. Hij werkte mee aan de decoratie van de paleizen in Rijswijk en Honselersdijk en het Huis ten Bosch. Hij schilderde veel hofdames. Een groot aantal van deze portretten hangt thans in de Amalia van Solmsgalerij van het gebouw van de Eerste Kamer der Staten-Generaal (het vroegere stadhouderlijk paleis aan het Binnenhof in Den Haag).
Honthorst had vele leerlingen en helpers, onder wie Sandrart en zijn broer Willem van Honthorst, bekend vanwege de opdrachten die hij uitvoerde als hofschilder voor Louise Henriëtte van Nassau, de echtgenote van Frederik Willem de Grote Keurvorst van Brandenburg. Herman van Honthorst, zijn andere broer, was een spraakmakende priester en werd uit de gevangenis ontslagen na tussenkomst van de stadhouder.
Zijn roem begon vanaf 1640 echter te verbleken en Honthorst schilderde steeds minder. Hij ligt in de Catharijnekerk in Utrecht begraven.

## Werk

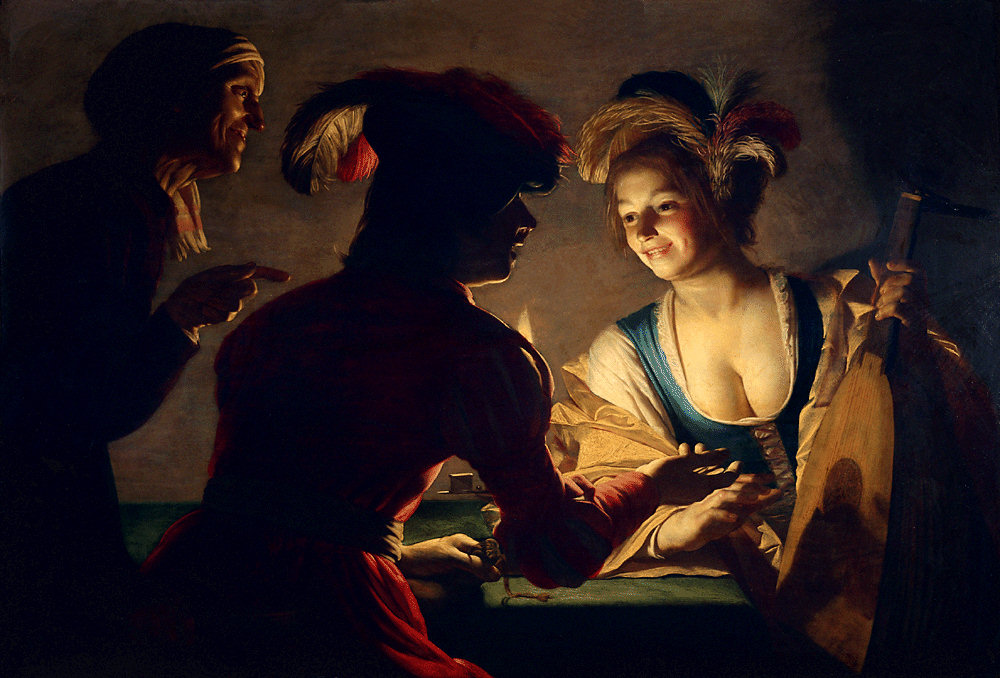
De koppelaarster, 1625. Centraal Museum, Utrecht.

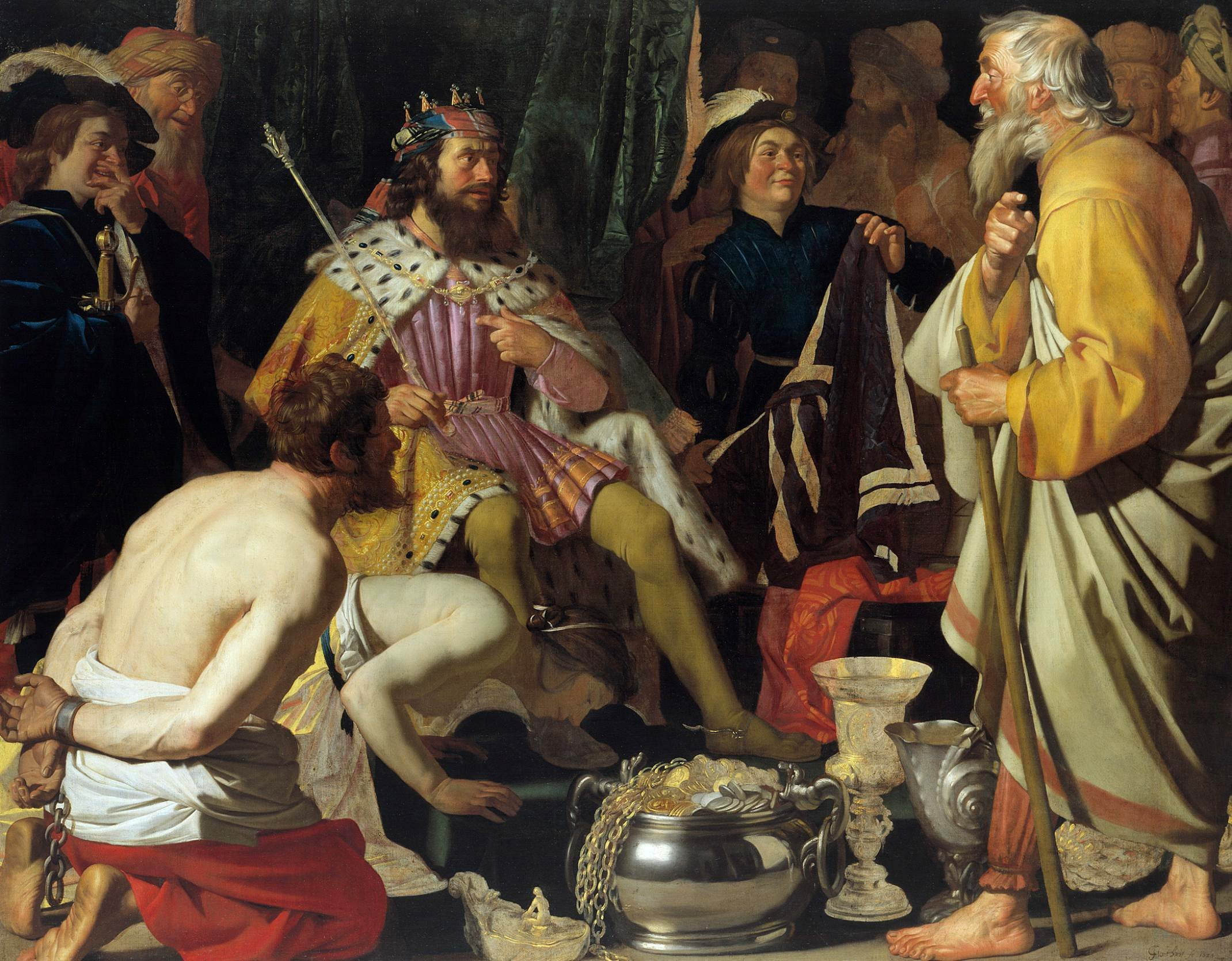
Solon voor Croesus, 1624. Hamburger Kunsthalle.

Honthorst schilderde historiestukken (Bijbelse, mythologische, allegorische en literaire onderwerpen), genrestukken van drinkers en muzikanten en talloze portretten.
In Italië kwam Honthorst onder de invloed van Caravaggio en diens lichteffecten (clair-obscur). Maar ook Annibale Carracci was een bron van inspiratie. Hij ging zich specialiseren in nachtelijke taferelen met figuren die door fel kaarslicht beschenen worden. Deze schilderijen vielen zeer in de smaak van het publiek en leverden hem de bijnaam "Gherardo delle Notti" op. Een voorbeeld daarvan is de schilderij Sint Theresia gekroonde door Christus in de Sint-Annakerk in Genua. Aan een rauw realisme heeft Honthorst zich echter nooit gewaagd; anders dan de werken van zijn collega's Hendrick ter Brugghen en Dirck van Baburen behouden zijn schilderijen altijd iets elegants dat aan Bloemaert herinnert.
Na zijn terugkomst in Utrecht bleef hij deze stijl nog enige tijd trouw, maar in de loop van de jaren twintig kwam er een steeds classicistischer inslag in zijn werk die het goed deed bij de adellijke heren. De gladde, koele schilderijen die uiteindelijk in zijn latere jaren ontstonden verraden weinig persoonlijkheid en worden tegenwoordig niet meer bijzonder gewaardeerd. Samuel van Hoogstraten schreef daarover in 1678:
Hondhorst [...] had in zijn bloeijende tijdt een wakker pinseel gevoert; maar, 't zy om de juffers te behaegen, of dat hem de winst in slaep wiegde, hy verviel tot een stijve gladdicheyt.
Zijn reputatie berust voornamelijk op zijn caravaggistische periode. In de meeste caravaggistische schilderijen is de bron van het licht niet op de schilderijen te zien. Gerard van Honthorst staat erom bekend dat hij juist wel de lichtbron, vaak een kaars, schilderde.

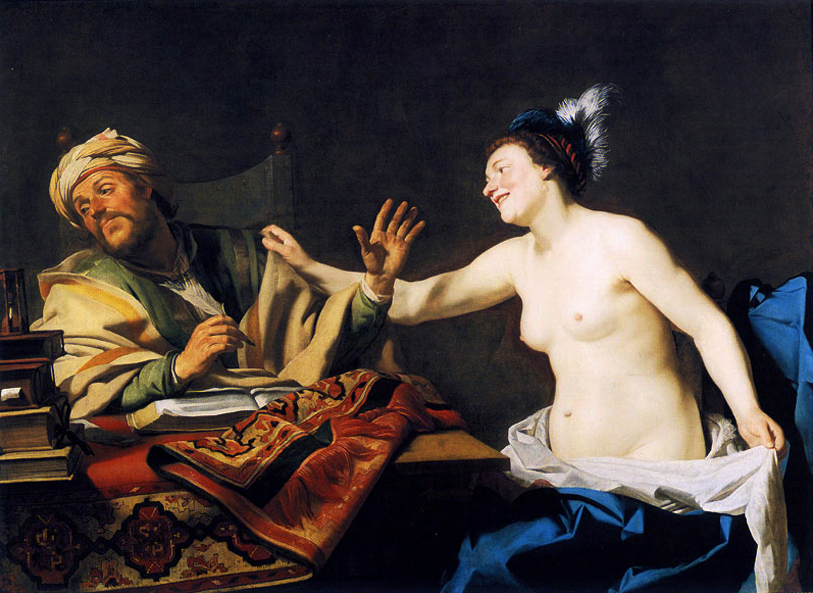
De standvastige filosoof, 1623. Privécollectie.